# Pedit5
pedit5 (eigentlich The Dungeon) ist ein Dungeon Crawler und eines der ersten noch erhaltenen Computer-Rollenspiele, erstellt im Jahr 1975 von Reginald „Rusty“ Rutherford für das PLATO-Großrechnernetzwerk.

## Spielprinzip
pedit5 basiert lose auf dem Rollenspiel-Regelwerk Dungeons & Dragons und verwendete daraus grundlegende Elemente wie Charakterwerte, Treffer- und Erfahrungspunkte, Monsterstufen und Belohnungen in Form von Schätzen. Wie jede PLATO-Software wurde das Spiel auf einem Großrechner ausgeführt, jedoch an einem andernorts aufgestellten Terminal gespielt. Im Spiel lenkt der Spieler einen Charakter, der eine Mischung aus Kämpfer, Kleriker und Magieanwender ist. Dieser kann gespeichert und in einer späteren Sitzung wiederverwendet werden.
Das Spiel, das eigentlich The Dungeon heißt, spielt gemäß Anleitung im Jahr 666 in einem Land namens Caer Omn und einem Dungeon namens Ramething unter der gleichnamigen Burg, nahe der Stadt Mersad (persisch für Hinterhalt). Ziel ist das Sammeln von 20.000 Erfahrungspunkten. Das Spiel beginnt mit dem Auswürfeln der Attribute Stärke, Intelligenz, Konstitution und Geschicklichkeit sowie der Trefferpunkte. Mit seinem Charakter durchstreift der Spieler anschließend den Dungeon, der aus einem Level mit 40-50 Räumen besteht. Die Spielfigur kann Türen einschlagen und mit einer Entdeckungswahrscheinlichkeit von 1:6 bei Passieren auf Geheimtüren stoßen. Der Charakter sammelt Schätze und kämpft gegen Monster. Während der Dungeon immer gleich aufgebaut war, wurden die Monster zufällig platziert. Sie wurden zeitgleich mit der Erschaffung des Spielercharakters erstellt und im Speichereintrag des Spielercharakters festgehalten.
Trifft der Spieler auf ein Monster, hat er die Wahl zwischen Kampf, dem Wirken eines Zaubers oder Weglaufen. Die Zauber unterteilen sich in Kleriker- und Magierzauber, jeweils acht Stück und unterteilt in zwei Zauberlevel. Sie haben ebenfalls Vorbilder aus dem D&D-Regelwerk. Konnte das Monster nicht bereits durch diese Aktion getötet oder ihm ausgewichen werden, wurde der Fortgang des Kampfes vom Computer automatisch zum Ende berechnet. Es existieren 25 unterschiedliche Gegnertypen, die verschiedene Charakterlevel haben können und sich beispielsweise durch ihre Trefferpunkte und die für das Töten vergebene Erfahrungspunkte unterscheiden. Der Spielercharakter selbst kann in fünf Stufen aufsteigen, verbessern kann er sich unter anderem durch das Auffinden neuer Zauber oder besserer Ausrüstung (Schwert +1, Schwert +2). Stirbt der Charakter im Kampf, ist das Spiel vorbei (Game over). Die nach Erfahrungspunkte zehn besten Charakter werden in Form einer Highscore-Liste ausgegeben.

## Entwicklung
Nach Angaben Rutherfords entstand das Spiel in einem Zeitraum von vier bis sechs Wochen im Herbst/Winter 1975. Im Sommer desselben Jahres spielte Rutherford in Champaign-Illinois mit seinen Freunden Dungeons & Dragons. Rutherford arbeitete zu diesem Zeitpunkt als Programmierer für die Population and Energy Group (P&E) unter Paul Handler, Professor für Chemie und Physik an der University of Illinois at Urbana-Champaign. Nach Rutherford gab es zu diesem Zeitpunkt Gerüchte über die Entwicklung von dnd, jedoch habe ein Erscheinen des Spiels für das System als unwahrscheinlich gegolten. Rutherford entschied sich deshalb, sich selbst an der Entwicklung eines entsprechenden Programms zu versuchen.
Rutherfords Arbeitsgruppe standen für die Entwicklung von P&E-Programmen vorsorglich fünf Dateien auf dem knapp bemessenen Speicherplatz des PLATO-Systems zur Verfügung, die pedit1-5 benannt wurden. Die Gruppe verwendete jedoch nur die Dateien pedit1-3, sodass Rutherford die verbliebenen beiden Dateien für sein Spiel (pedit5) und eine Anleitung dazu (pedit4) nutzen konnte. Berichten zur Folge wurde der Dateiname beibehalten, um zu kaschieren, dass es sich bei dem Programm um ein Spiel handelte. So sollte die Löschung des Programms verhindert werden.
Rutherford hatte bei der Entwicklung mit einigen Beschränkungen zu kämpfen. Wegen des begrenzten Speicherplatzes musste sich das Spiel beispielsweise auf einen Dungeon beschränken. Als das Spiel immer beliebter wurde, stellte sich zudem die Limitierung auf maximal 20 gespeicherte Charaktere als problematisch heraus. Ursprünglich wollte Rutherford weiterhin eine Mehrspieler-Komponente einbauen, die jedoch nie umgesetzt wurde.

## Rezeption
Rutherford verließ die P&E-Arbeitsgruppe im Frühjahr 1976, wobei das Spiel vorerst auf dem Rechensystem verblieb. Dort wurde es später wieder gelöscht, da Computerspiele zu diesem Zeitpunkt als Verschwendung der knappen Arbeitsressourcen galten. Doch obwohl das Spiel kurzlebig war, war es sehr beliebt und blieb als Kopie erhalten. Eine überarbeitete und deutlich verbesserte Version von pedit5 wurde von drei anderen Programmierern als orthanc wiederbelebt, benannten nach einem Turm aus der Handlung des Fantasyromans Der Herr der Ringe. Die ursprüngliche Version von pedit5 wurde als orthanc1 wiederbelebt. Sowohl orthanc als auch orthanc1 blieben auf dem PLATO-System und existieren weiterhin. Sie können auf einem PLATO (Cybis) oder einem entsprechenden Emulator gespielt werden.
pedit5 zählt damit zu den ältesten erhaltenen Computer-Rollenspielen. Da die Dokumentation der frühesten Computerspiele nur unzureichend ist, existieren widersprüchliche Einschätzungen, ob pedit5 oder dnd älter ist. Die Entwickler von dnd, Ray Wood und Gary Wisenhunt, gaben beispielsweise pedit5 als Inspiration für die Entwicklung ihres Spiels an, was im Widerspruch sowohl zu ihrer eigenen Aussage über die Veröffentlichung von dnd Ende 1974/Anfang 1975 als auch zu Rutherfords Angabe zur etwa zeitgleichen Entwicklung der beiden Programme steht. Weiterhin ist davon auszugehen, dass es nach der Veröffentlichung von Dungeons & Dragons im Jahr 1974 mehrere Versuche gab, entsprechende Spiele zu programmieren. pedit5 erreichte jedoch über den Erstellerkreis hinaus größere Bekanntheit und blieb erhalten. Über ein mögliches früheres Spiel mit dem Titel m199h existieren dagegen lediglich Berichte, das Spiel selbst gilt als verloren. Auch das Vorhandensein von rein textbasierten Rollenspielen zu einem früheren Zeitpunkt gilt als möglich.
Das britische Spielemagazin Edge führte pedit5 als eines der frühesten Beispiele für die Nutzung von zufallsgenerierten Inhalten zur abwechslungsreicheren Gestaltung des Spiels.